# Telstar 18 (ballon de football)

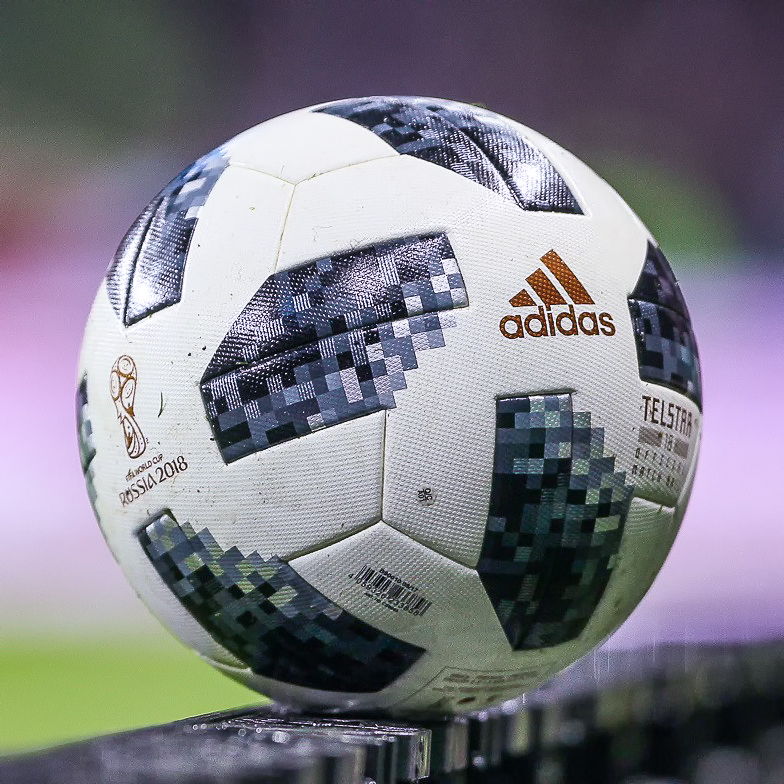
Ballon officiel.

Le Telstar 18 est le ballon officiel de la Coupe du monde de football 2018, qui a lieu en Russie du 14 juin au 15 juillet 2018.
Il est fabriqué au Pakistan, à Sialkot, comme le ballon officiel de la coupe du monde 2014, le Brazuca, et a été présenté le 9 novembre 2017 à Moscou. 
Il s'inspire du Telstar, ballon produit par l'entreprise pour la coupe du monde 1970, qui a eu lieu au Mexique. Ce fut le premier ballon bicolore à arborer des panneaux noirs, conçus pour ressortir sur les postes de télévision en noir et blanc, ressemblant au satellite Telstar 1.

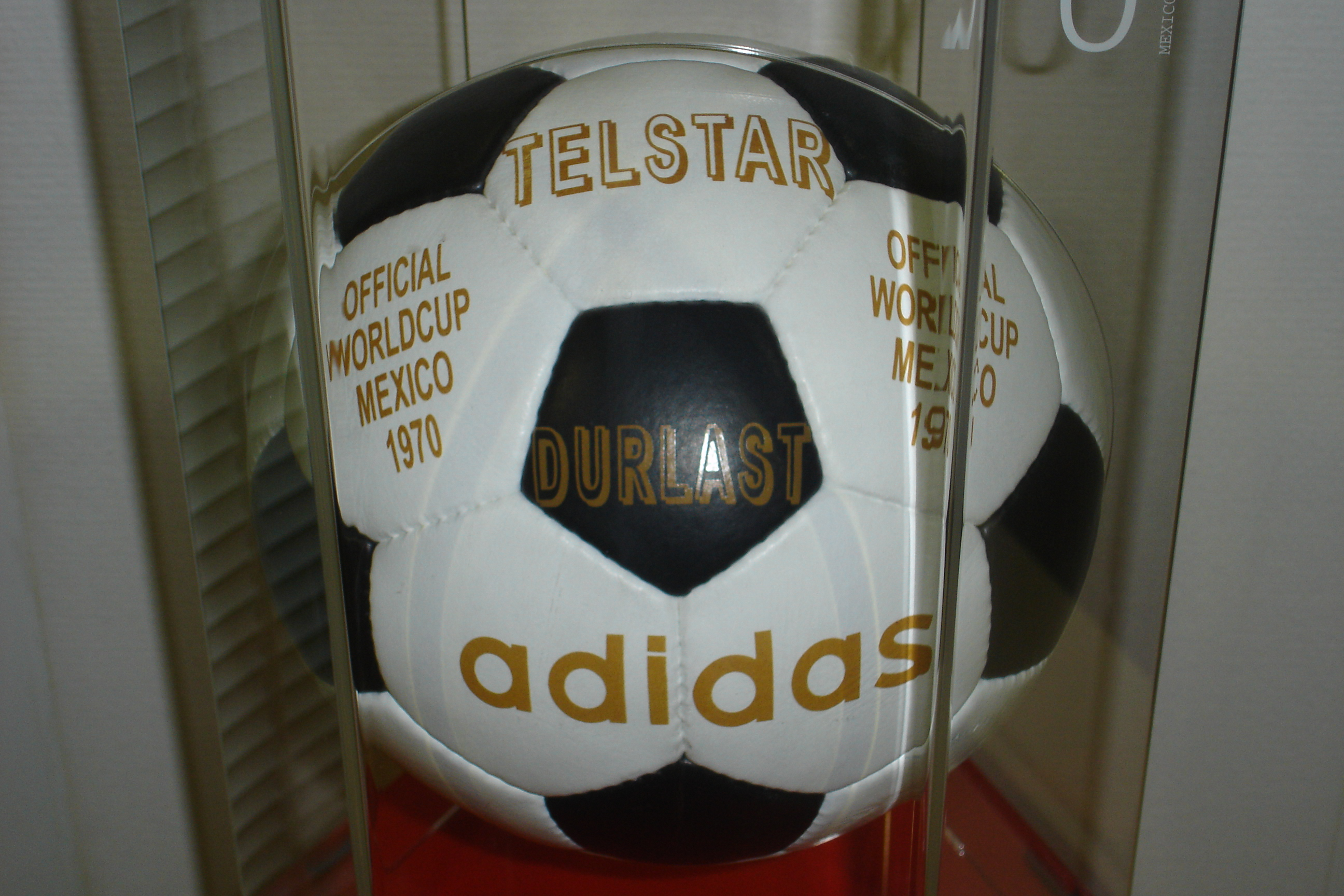
Le Telstar de 1970

À partir des huitièmes de finale, il est remplacé par le Telstar Mechta, identique techniquement, mais doté de couleurs rouge, ce nouveau design étant inspiré par les couleurs du pays hôte.